# Bürglen TG
Bürglen (psáno také jako Bürglen TG pro odlišení od jiných stejnojmenných sídel) je obec ve švýcarském kantonu Thurgau. Žije zde přibližně 3 800 obyvatel.

## Geografie
Bürglen leží na řece Thur na křižovatce silnic Weinfelden–Romanshorn a Konstanz–Wil a na železniční trati Winterthur–Romanshorn. Most přes řeku Thur spojuje vesnici Istighofen na jihu s Bürglenem. Kromě samotného Bürglenu patří k politické obci ještě bývalé obce Opfershofen a Leimbach na severovýchodě a Moos na jihozápadě.
K obrazu obce patří zámek Bürglen, v němž sídlí část základní školy, a malé staré centrum obce, které se rozkládá na úpatí zámku.

## Historie

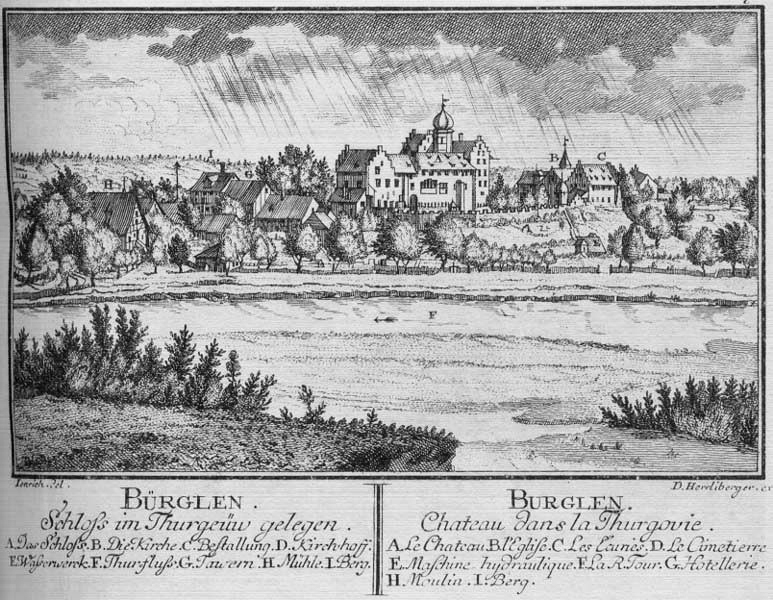
Zámek Bürglen v roce 1758

Bürglen byl poprvé zmíněn v roce 1282/84 jako Burgelon. Po roce 1350 se soustředěním majetku baronů z Bürglenu, poprvé zmiňovaných v roce 1176, vytvořilo okrouhlé panství, které od roku 1408 patřilo pánům z Klingenbergu, od roku 1443 Markvartovi Brisacherovi z Kostnice a od roku 1447 baronům ze Sax-Hohensax. Ti drželi různá práva v Bürglenu od roku 1360 a kolem roku 1500 rozšířili panství na své mocenské centrum. V roce 1550 prodali Bürglen Breitenlandenbergům, kteří jej v roce 1579 postoupili městu St. Gallen. Od pozdního středověku patřily k panství, které až do roku 1798 spravoval vrchní hofmistr v St. Gallenu, nižší dvory Bürglen, Uerenbohl, Guntershausen, Heldswil, Mettlen a Istighofen a části Hüttenschwilu a Sulgenu. V roce 1580 byl připojen Mühlebach, v roce 1647 Bleiken, v roce 1664 Hessenreuti a v roce 1665 Amriswil.
Církevně patřil Bürglen do farnosti Sulgen. Z roku 1274 je doložena farnost a z roku 1346 hradní kaple. Kaple svatého Leonharda zmiňovaná v roce 1504 je pravděpodobně staršího původu. Existovala pravděpodobně až do konce 17. století, stejně jako kaple „Höll“, která je doložena z roku 1585 a vyhořela v roce 1695. Po reformaci v roce 1529 se panský dvůr vrátil ke katolické víře, zatímco obec zůstala reformovaná. V roce 1809 vznikla reformovaná farnost Bürglen-Andwil, nezávislá na Sulgenu.

Bürglen (1957)

Opevněné sídlo založené kolem roku 1300 se kvůli úpadku baronů z Bürglenu a konkurenci jiných měst nedokázalo prosadit jako město. Po požáru vsi v roce 1528 se obyvatelé zadlužili u vrchnosti na obnovu a v roce 1540 získala vrchnost práva na obecní pozemky. Bürglen ztratil svou autonomii pod vládou města St. Gallen. Město jmenovalo ammana (starostu) a předsedu nižšího soudu, prosazovalo usazení svých občanů jako místní elity.
V letech 1803–1816 patřil Bürglen k obci Birwinken, od roku 1816 do roku 1994 byl Bürglen obcí. Od roku 1810 do roku 1875 utvářeli politiku obce Häberlinové, majitelé mlýna, který byl v roce 1903 nahrazen nápadnou novostavbou. V polovině 19. století byl Bürglen místem setkávání pokrokových kruhů, což se projevilo v zemědělské výstavě v roce 1846. Od roku 1860 došlo k přechodu na chov dobytka a v roce 1933 ke scelování statků a intenzifikaci ovocnářství. Hluboké důsledky mělo otevření přádelny česaného zboží v roce 1874, která přijímala převážně italské dělníky a prováděla vlastní bytovou politiku (Neubürglen). Zatímco v roce 1870 činil podíl cizinců 3 % a katolíků 2 % obyvatel Bürgleru, v roce 1910 se zvýšil na 40 % a 45 % a podíl žen na 57 %. V roce 1945 začala politická integrace katolíků, která vedla v roce 1959 k vybudování katolického kostela svatého Josefa jako filiálky v Sulgenu. Vedle česání, barvení vlny (1843–1979) a vyšívání měly mimořádný hospodářský význam štěrkovny. Od roku 1980 se v areálu bývalé barvírny vlny nacházejí různé drobné podniky a spolky.
Kolem zámku, který byl již v 19. století využíván jako školní budova, byla ve 20. století vybudována školní čtvrť. 

## Obyvatelstvo

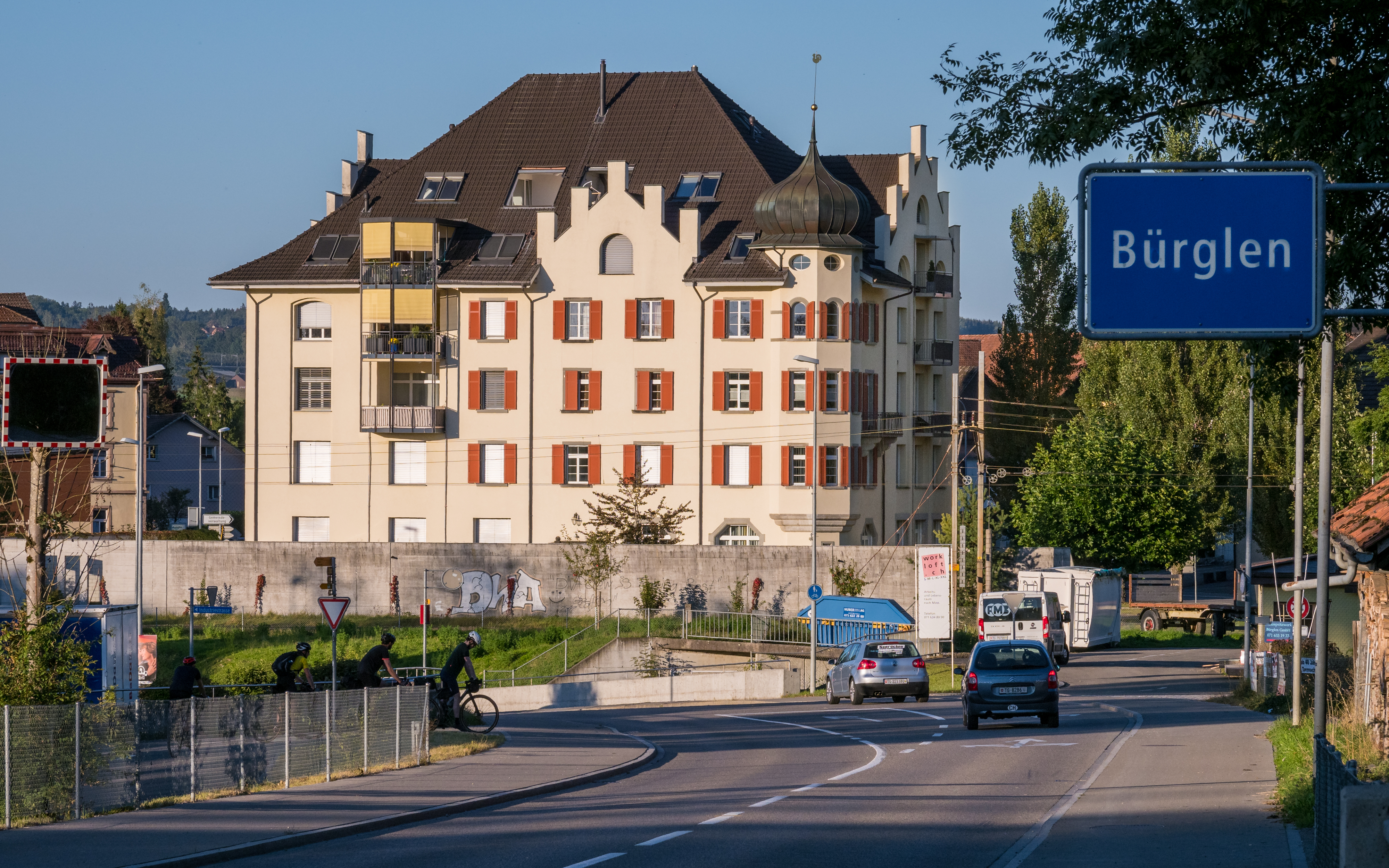
Obecní úřad

| Vývoj počtu obyvatel | Vývoj počtu obyvatel | Vývoj počtu obyvatel | Vývoj počtu obyvatel | Vývoj počtu obyvatel | Vývoj počtu obyvatel | Vývoj počtu obyvatel | Vývoj počtu obyvatel | Vývoj počtu obyvatel | Vývoj počtu obyvatel | Vývoj počtu obyvatel | Vývoj počtu obyvatel | Vývoj počtu obyvatel | Vývoj počtu obyvatel | Vývoj počtu obyvatel | Vývoj počtu obyvatel | Vývoj počtu obyvatel | Vývoj počtu obyvatel | Vývoj počtu obyvatel | Vývoj počtu obyvatel |
| -------------------- | -------------------- | -------------------- | -------------------- | -------------------- | -------------------- | -------------------- | -------------------- | -------------------- | -------------------- | -------------------- | -------------------- | -------------------- | -------------------- | -------------------- | -------------------- | -------------------- | -------------------- | -------------------- | -------------------- |
| Rok                  | 1850                 | 1860                 | 1870                 | 1880                 | 1888                 | 1900                 | 1910                 | 1920                 | 1930                 | 1941                 | 1950                 | 1960                 | 1970                 | 1980                 | 1990                 | 2000                 | 2010                 | 2018                 |                      |
| Počet obyvatel       | 1049                 | 1002                 | 1014                 | 1571                 | 1790                 | 1792                 | 2368                 | 2145                 | 2211                 | 2262                 | 2428                 | 2638                 | 2714                 | 2478                 | 3193                 | 3197                 | 3259                 | 3835                 |                      |

## Hospodářství
V roce 2021 nabídl Bürglen zaměstnání 1146 osobám (přepočteno na plný úvazek). Z toho 5,0 % bylo zaměstnáno v zemědělství a lesnictví, 40,2 % v průmyslu, obchodu a stavebnictví a 54,8 % v sektoru služeb.